# 日本自動車工業会
一般社団法人日本自動車工業会（にほんじどうしゃこうぎょうかい）は、日本の自動車生産企業を会員とする業界団体。略称は自工会（じこうかい）。英語表記では Japan Automobile Manufacturers Association, Inc.で、英略称はJAMA（ジャマ）。

## 沿革
- 1967年（昭和42年）、自動車工業会と日本小型自動車工業会が合併して設立した。
- 2002年（平成14年）、自動車工業振興会、自動車産業経営者連盟と統合。
- 2010年（平成22年）、社団法人から一般社団法人に変更。

## 所在地
- 〒105-0012 東京都港区芝大門1-1-30 日本自動車会館

事務局は東京にあり、ワシントン・ブリュッセル・シンガポール・北京に事務所を構える。

## 会員企業
以下の自動車メーカーが会員をなす。
| 会員会社                 | 資格 | 会長 | 副会長 | 理事 | 監事 |
| いすゞ自動車             | 会員 | 〇   |        |      |      |
| トヨタ自動車             | 会員 |      | 〇     |      |      |
| 本田技研工業             | 会員 |      | 〇     |      |      |
| スズキ                   | 会員 |      | 〇     |      | 〇   |
| ヤマハ発動機             | 会員 |      | 〇     |      |      |
| 日本自動車工業会         | 運営 |      | 〇     | 〇   |      |
| SUBARU                   | 会員 |      |        | 〇   |      |
| ダイハツ工業             | 会員 |      |        | 〇   |      |
| 日産自動車               | 会員 |      |        | 〇   | 〇   |
| 日野自動車               | 会員 |      |        | 〇   |      |
| マツダ                   | 会員 |      |        | 〇   |      |
| 三菱自動車工業           | 会員 |      |        | 〇   |      |
| 三菱ふそうトラック・バス | 会員 |      |        | 〇   |      |
| UDトラックス             | 会員 |      |        | 〇   |      |
| カワサキモータース       | 会員 |      |        |      |      |
| 日本ゼネラルモーターズ   | 会友 |      |        |      |      |

## 歴代会長
日本を率いる企業として、日産自動車⇔トヨタ自動車と順々に会長職を交代していたが、近年では本田技研工業も加わり、「日産⇒トヨタ⇒ホンダ」の順番で、2年ごとに会長職を輪番で引き継いでいる。
19代目は2024年問題に伴う、運転手不足という緊急課題に対応する目的でトヨタ・日産・ホンダ以外並びに商用車メーカーとしては初めていすゞ自動車会長兼CEOを務めている片山正則が就任することになった。
| 代 | 会長        | 任期       | 就任時要職              | 副会長・ 専務理事 | 任期                | 要職                                                                                   |
| -- | ----------- | ---------- | ----------------------- | ----------------- | ------------------- | -------------------------------------------------------------------------------------- |
| 1  | 川又 克二   | 1967- 1972 | 日産 社長               |                   |                     |                                                                                        |
| 2  | 豊田 英二   | 1972- 1980 | トヨタ 社長             | 中村 俊夫         | 1972- 1984          | 元 通商産業省 重工業局 自動車課長、 通商局次長                                         |
| 3  | 石原 俊     | 1980 -1986 | 日産 社長               | 中村 俊夫         | 1972- 1984          | 元 通商産業省 重工業局 自動車課長、 通商局次長                                         |
| 4  | 豊田 章一郎 | 1986 -1990 | トヨタ 社長             |                   |                     |                                                                                        |
| 5  | 久米 豊     | 1990- 1994 | 日産 社長               | 富永 孝雄         | 1991- 1998          | 元 通商産業省 (1955年入省) 機械情報産業局 自動車課長、 東京通商産業局長                |
| 6  | 豊田 達郎   | 1994- 1995 | トヨタ 社長             | 富永 孝雄         | 1991- 1998          | 元 通商産業省 (1955年入省) 機械情報産業局 自動車課長、 東京通商産業局長                |
| 7  | 岩崎 正視   | 1995- 1996 | トヨタ 副会長           | 富永 孝雄         | 1991- 1998          | 元 通商産業省 (1955年入省) 機械情報産業局 自動車課長、 東京通商産業局長                |
| 8  | 辻 義文     | 1996- 2000 | 日産 社長               | 鈴木 孝男         | 1998- 2004 (6年間)  | 元 通商産業省 (1967年入省) 機械情報産業局 自動車課長、 環境立地局長                    |
| 9  | 奥田 碩     | 2000- 2002 | トヨタ 会長             | 鈴木 孝男         | 1998- 2004 (6年間)  | 元 通商産業省 (1967年入省) 機械情報産業局 自動車課長、 環境立地局長                    |
| 10 | 宗国 旨英   | 2002- 2004 | ホンダ 会長             | 鈴木 孝男         | 1998- 2004 (6年間)  | 元 通商産業省 (1967年入省) 機械情報産業局 自動車課長、 環境立地局長                    |
| 11 | 小枝 至     | 2004- 2006 | 日産 副社長 兼 共同会長 | 名尾 良泰         | 2004- 2014 (10年間) | 元 経済産業省 (1976年入省) 関東経済産業局長                                            |
| 12 | 張 富士夫   | 2006- 2008 | トヨタ 副会長           | 名尾 良泰         | 2004- 2014 (10年間) | 元 経済産業省 (1976年入省) 関東経済産業局長                                            |
| 13 | 青木 哲     | 2008- 2010 | ホンダ 会長             | 名尾 良泰         | 2004- 2014 (10年間) | 元 経済産業省 (1976年入省) 関東経済産業局長                                            |
| 14 | 志賀 俊之   | 2010- 2012 | 日産 COO                | 名尾 良泰         | 2004- 2014 (10年間) | 元 経済産業省 (1976年入省) 関東経済産業局長                                            |
| 15 | 豊田 章男   | 2012- 2014 | トヨタ 社長             | 名尾 良泰         | 2004- 2014 (10年間) | 元 経済産業省 (1976年入省) 関東経済産業局長                                            |
| 16 | 池 史彦     | 2014- 2016 | ホンダ 会長             | 永塚 誠一         | 2014- 2024 (10年間) | 元 経済産業省 (1980年入省) 製造産業局 自動車課長、 近畿経済産業局長、 商務情報政策局長 |
| 17 | 西川 廣人   | 2016- 2018 | 日産 副会長 兼 共同CEO  | 永塚 誠一         | 2014- 2024 (10年間) | 元 経済産業省 (1980年入省) 製造産業局 自動車課長、 近畿経済産業局長、 商務情報政策局長 |
| 18 | 豊田 章男   | 2018- 2023 | トヨタ 社長             | 永塚 誠一         | 2014- 2024 (10年間) | 元 経済産業省 (1980年入省) 製造産業局 自動車課長、 近畿経済産業局長、 商務情報政策局長 |
| 19 | 片山 正則   | 2024- 2025 | いすゞ 会長CEO          | 松永 明           | 2024-               | 元 経済産業省 (1986年入省) 製造産業局 自動車課長、 特許庁長官                          |

## 日本小型自動車工業会
日本小型自動車工業会（にほんこがたじどうしゃこうぎょうかい）は、太平洋戦争後にオートバイの生産および販売に携わる会社によって組織された団体である。
1949年（昭和24年）11月6日に、小型自動車の普及を図る目的で日本小型自動車競走会（現在のJKA）と共に「全日本モーターサイクル選手権大会」を多摩川スピードウェイで開催した。レースの主催者には後のMFJ会長石塚秀夫が加わっており、また、このレースには本田宗一郎も参加した。

## その他
自動車産業を代表する業界団体であり、規模からいえば重要な圧力団体になり、最近では政治的発言も発信している。
日本自動車部品工業会とともに、JNXを運用している。